# Donja Badanja
Donja Badanja (em cirílico: Доња Бадања) é uma vila da Sérvia localizada no município de Loznica, pertencente ao distrito de Mačva, na região de Podrinje Jadar. A sua população era de 381 habitantes segundo o censo de 2011.

## Demografia
| 1948  | 1953  | 1961  | 1971 | 1981 | 1991 | 2002 | 2011 |
| ----- | ----- | ----- | ---- | ---- | ---- | ---- | ---- |
| 1 187 | 1 152 | 1 061 | 879  | 756  | 670  | 510  | 381  |